# Харперс Фери (Ајова)
Харперс Фери (енгл. Harpers Ferry) град је у америчкој савезној држави Ајова. По попису становништва из 2010. у њему је живело 328 становника.

## Демографија
Према попису становништва из 2010. у граду је живело 328 становника, што је -2 (-0.6%) становника више него 2000. године.
| Група             | 2000.       | 2010.       |
| Белци             | 323 (97,9%) | 327 (99,7%) |
| Афроамериканци    | 0 (0,0%)    | 1 (0,3%)    |
| Азијати           | 0 (0,0%)    | 0 (0,0%)    |
| Хиспаноамериканци | 1 (0,3%)    | 0 (0,0%)    |
| Укупно            | 330         | 328         |